# Cessna 180
Il Cessna 180 è un monomotore da turismo e da trasporto utility ad ala alta sviluppato dall'azienda aeronautica statunitense Cessna Aircraft nei primi anni cinquanta.
Prodotto dal 1953 al 1981 in numerose versioni da trasporto per 4-6 passeggeri che si succedettero nel tempo, sebbene questo modello non sia più in produzione, sono ancora molti i Cessna 180 ancora utilizzati da privati o da agenzie di turismo.

## Storia del progetto
Cessna sviluppò il più pesante e potente 180 per creare un'alternativa al Cessna 170. Il 180 è spesso chiamato Skywagon. 

Considerando tutte le versioni, sono stati prodotti in totale 6.139 esemplari del 180.

## Tecnica
La struttura del 180 è interamente metallica, costruita in lega di alluminio. La struttura della fusoliera è a semi-monoscocca, con i pannelli esterni rivettati ai longheroni. Anche le ali, rinforzate con puntoni, sono costituite da pannelli esterni rivettati ai longheroni e alle centine.
Il carrello d'atterraggio è convenzionale: all'anteriore una barra di acciaio elastico collegata alla ruota; al posteriore un ruotino orientabile montato su tubo rastremato.
Gli esemplari prodotti tra il 1953 e il 1981 erano dotati di due soli finestrini laterali, mentre gli esemplari successivi presentavano tre finestrini, poiché utilizzavano la stessa fusoliera del 185. A tutti i modelli di Cessna 180 sono applicabili sci per l'atterraggio sulla neve o galleggianti per l'uso del 180 come idrovolante.

## Versioni

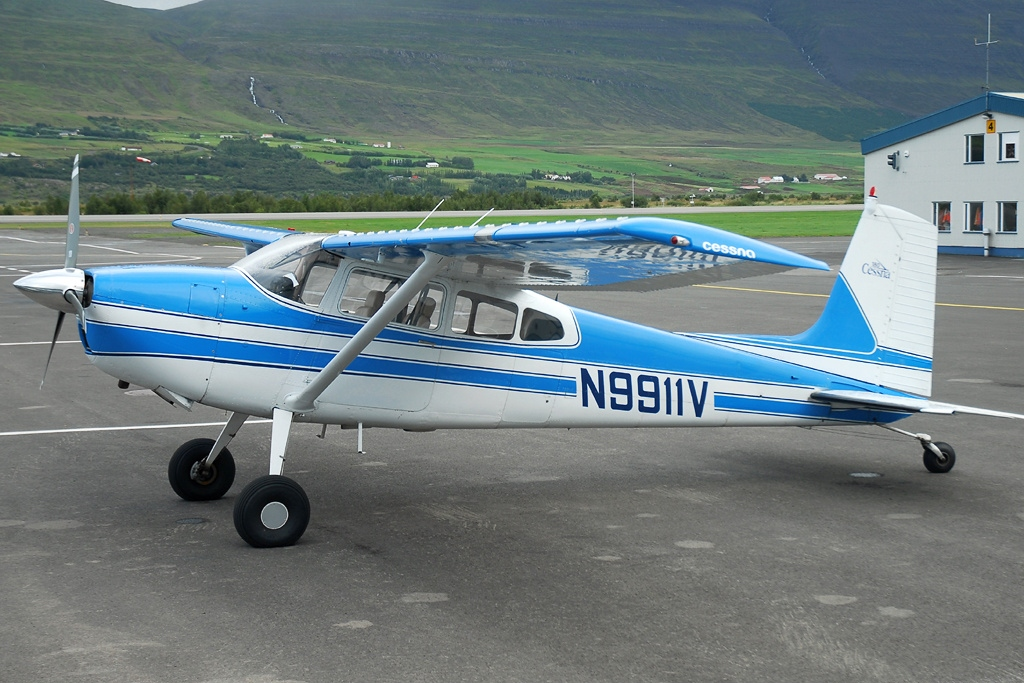
Un Cessna 180H Skywagon

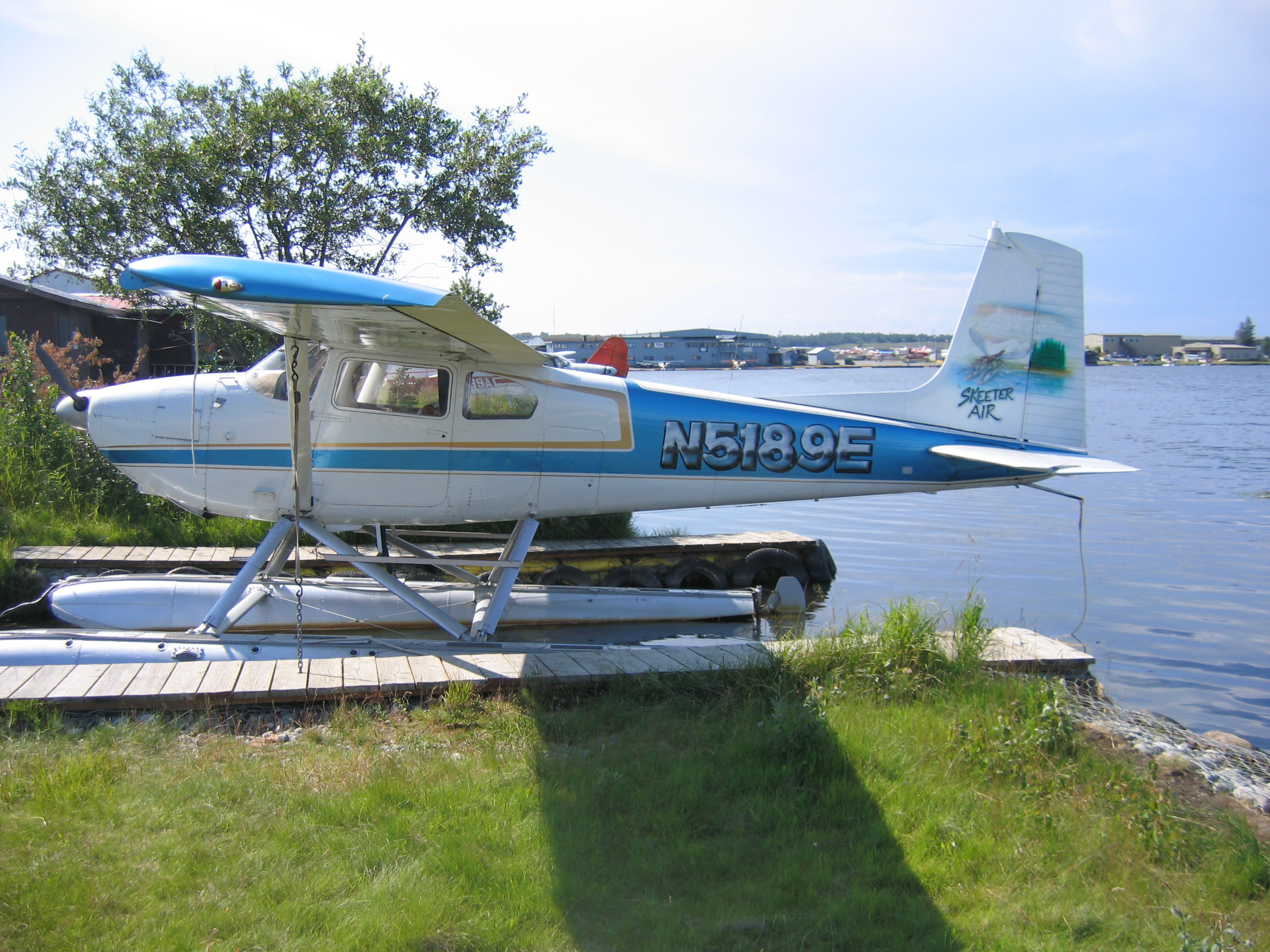
Cessna 180B in versione idrovolante.

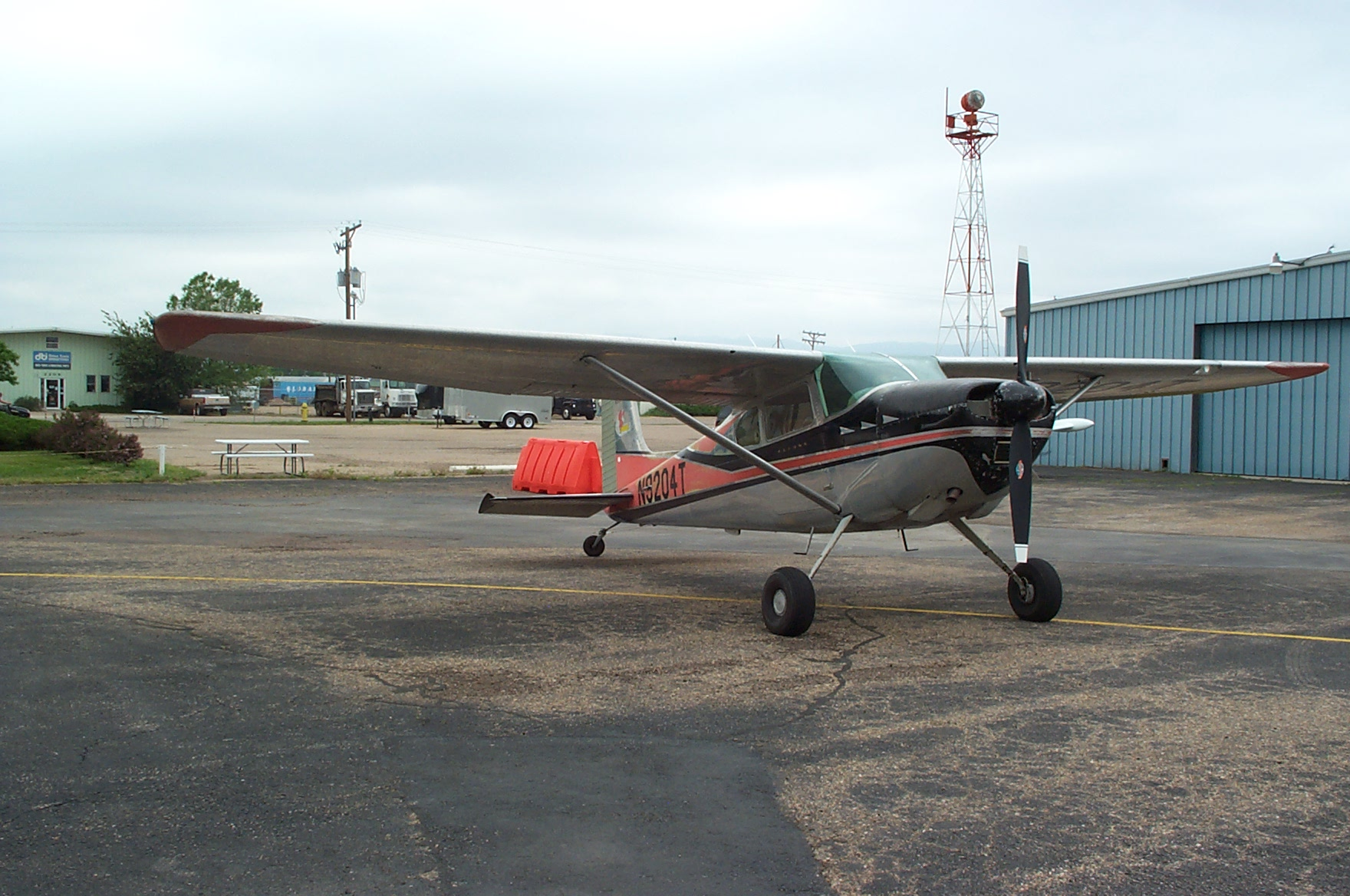
Cessna 180.

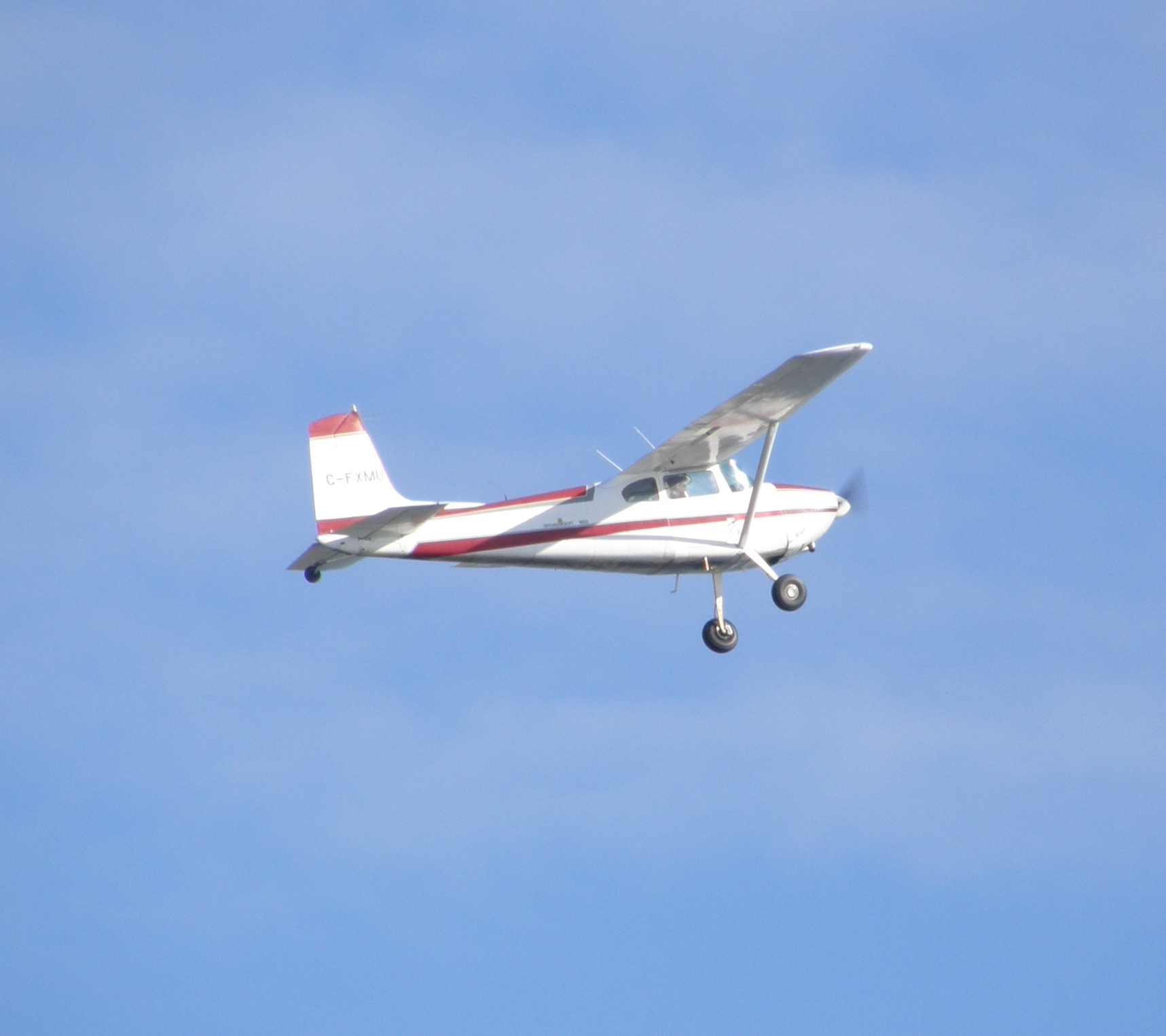
Cessna 180 in volo.

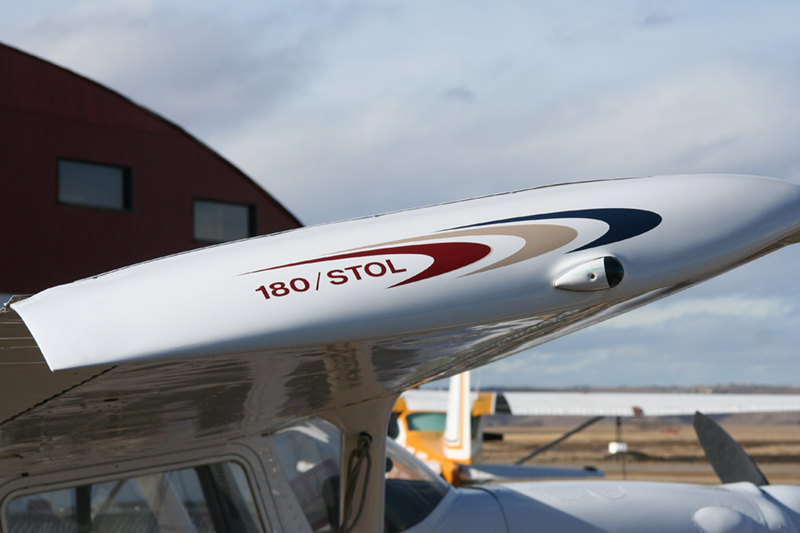
Particolare dell'ala di un Cessna 180.

180
Versione base quattro posti, con il motore Continental O-470-A, O-470-J da 225 cavalli, o un O-470-K da 230 cavalli, peso 1.157 kg; certificato il 23 dicembre 1952.
180A
Simile al 180 ma con motore Continental O-470-K, peso 2 650 kg;  certificato il 17 dicembre 1956.
180B
Molto simile al 180A; certificato il 22 agosto del 1958.
180C
Sempre quattro posti, spinto da un motore differente, il Continental O-470-L o il O-470-R, certificato l'8 luglio 1959.
180D
Simile al 180C, sempre con il motore Continental O-470-L or O-470-R,  certificato il 14 giugno 1960.
180E
Simile al 180D, sempre con il motore Continental O-470-L o il O-470-R, certificato il 21 settembre 1961.
180F
Sempre quattro posti, ma con il motore Continental O-470-L o il O-470-R, certificato il 25 giugno 1962.
180G
Sei posti, con un Continental O-470-L o un O-470-R, certificato il 19 luglio 1963.
180H
Sempre sei posti, con un Continental O-470-L o un O-470-R, certificato il 17 giugno 1964.
180J
Sempre sei posti, con un Continental O-470-L o un O-470-S, certificato il 13 ottobre 1972.
180K
Sempre sei posti, ma con un Continental O-470-U, certificato il 19 agosto 1976.

## Utilizzatori

### Civili
Il Cessna 180 è utilizzato da civili, compagnie turistiche e piccole-medie aziende.

### Militari
Australia
19 Cessna 180 furono in servizio nell'Australian Army e nella RAAF dal 1959 al 1974.
- Royal Australian Air Force
  - No. 16 Air Observation Post Flight RAAF[4]
- Australian Army Aviation
  - No. 16 Army Light Aircraft Flight
  - No. 161 Independent Reconnaissance Flight - L'Australian Army impiegò un numero non meglio precisato di Cessna 180 nel ruolo di osservatori nel 161 Reconnaissance Flight (reparto denominato "Possum") durante la guerra del Vietnam.[5]

 Birmania
- Tatmdaw Lei

14 Cessna 180D consegnati, 6 in.servizio al dicembre 2016.
 El Salvador
- Fuerza Aérea Salvadoreña

nel 1996 risultavano in servizio 3 tra Cessna 180 e 185 impiegati nel ruolo di aereo da collegamento.
 Guatemala
- Fuerza Aérea Guatemalteca[7]

 Honduras
- Fuerza Aérea Hondureña[7]

 Israele
- Heyl Ha'Avir

almeno un esemplare utilizzato come aereo da addestramento nel 1982.
 Nicaragua
- Fuerza Aérea Sandinista

Nel 1996 risultavano in servizio 4 Cessna 180 impiegati nel ruolo di aereo da collegamento.